# Ökenskrikor
Ökenskrikor (Podoces) är ett litet släkte med fåglar i familjen kråkor inom ordningen tättingar som förekommer från Centralasien österut till Mongoliet. Släktet ökenskrikor omfattar endast fyra arter:
- Mongolökenskrika (P. hendersoni)
- Taklamakanökenskrika (P. biddulphi)
- Turkestanökenskrika (P. panderi)
- Persisk ökenskrika (P. pleskei)